# Bernard Fauconnier
Pour les articles homonymes, voir Fauconnier.
Bernard Fauconnier (1922-2015) est un virologue et écrivain français, membre de l'Académie nationale de médecine. 

## Biographie
Fils d'Henri Fauconnier et de Madeleine Meslier, son épouse, il nait en 1922 à Bures-sur-Yvette, près de Paris. Après des études secondaires, à Tunis, il revient en France juste avant la guerre.
Entré à l'Institut Pasteur de Paris par la petite porte, ses travaux scientifiques internationaux l'amènent à devenir chef de laboratoire. À la suite d'une année passée comme directeur adjoint de l'Institut Pasteur  d'Athènes, il passe le concours d'agrégation de médecine dans la section de microbiologie et occupe son poste à la Faculté de médecine de Rennes. Après sept années, il est nommé professeur titulaire et poursuit ses recherches sur l'interféron qui lui valent une renommée internationale et une élection à l'Académie Nationale de Médecine.
Il prend sa retraite à 70 ans, et se lance alors dans l'écriture de romans, sans doute par atavisme. Il en publie plus d'une dizaine, dont trois consacré à la vie de son père Henri Fauconnier, Prix Goncourt. Il a poursuivi sa vie d'écrivain à Rennes au côté de son épouse Liliane.

## Principales publications scientifiques et littéraires
- Près d'une centaine de publications scientifiques dans les revues internationales et locales
- Plus d'une dizaine de romans
- Des biographies de son père dont : 
  - La fascinante existence d'Henri Fauconnier, Prix Goncourt 1930, GD Edition, 2003  (ISBN 2912598095)
  - Barbezieux, sur les pas de ses écrivains, Le Croît Vif, éditeur, 2008
  - Un prix Goncourt à Rades, Mémoires de notre temps, éditeur, 2005
- Référencé dans le Dictionnaire des écrivains de Bretagne, par J. et B. Le Nail, Keltia graphic, éditeur, 1999.

## Prix et distinctions
- 1975 : Prix Paul Doistau-Émile Blutet de l'Académie des sciences